# Pionki (stacja kolejowa)
Pionki – stacja kolejowa w Pionkach, na Zagożdżonie, w województwie mazowieckim, w Polsce. Według klasyfikacji PKP ma kategorię dworca lokalnego.
Budynek dworca został wybudowany w 1925 roku w tzw. stylu dworkowym. Obecnie jest on zabytkiem pod opieką konserwatorską.
W styczniu 2024 zakończono renowację zabytkowego dworca, w znacznym stopniu przywracającą mu historyczny wygląd – m.in. pomalowano zewnętrzne ściany na kolor perłowobiały, zamontowano stylizowaną na historyczną stolarkę, odtworzono attyki dachowe, od strony peronów – godło II Rzeczypospolitej Polskiej z datą budowy dworca, zainstalowano podświetlenie. Wewnątrz znalazły się elektroniczne tablice z przyjazdami i odjazdami pociągów, a także nowe ławki. Poczekalnię-hol wyposażono w ogrzewanie i klimatyzację a cały obiekt dostosowano dla osób niepełnosprawnych. Przewidziano także przestrzeń komercyjną. Ciekawostką jest odnowiony piec kaflowy w poczekalni. Piętro budynku zajmuje sala ślubów wraz zapleczem będąca w gestii miejscowego samorządu.

## Ruch pasażerski
| Rok  | Wymiana pasażerska na dobę |
| ---- | -------------------------- |
| 2017 | 300-499                    |
| 2022 | 500-699                    |
| 2023 | 500-699                    |

## Ruch towarowy
Na stacji znajduje się górka rozrządowa z nieczynną bocznicą w kierunku zakładu Pronit.

## Połączenia

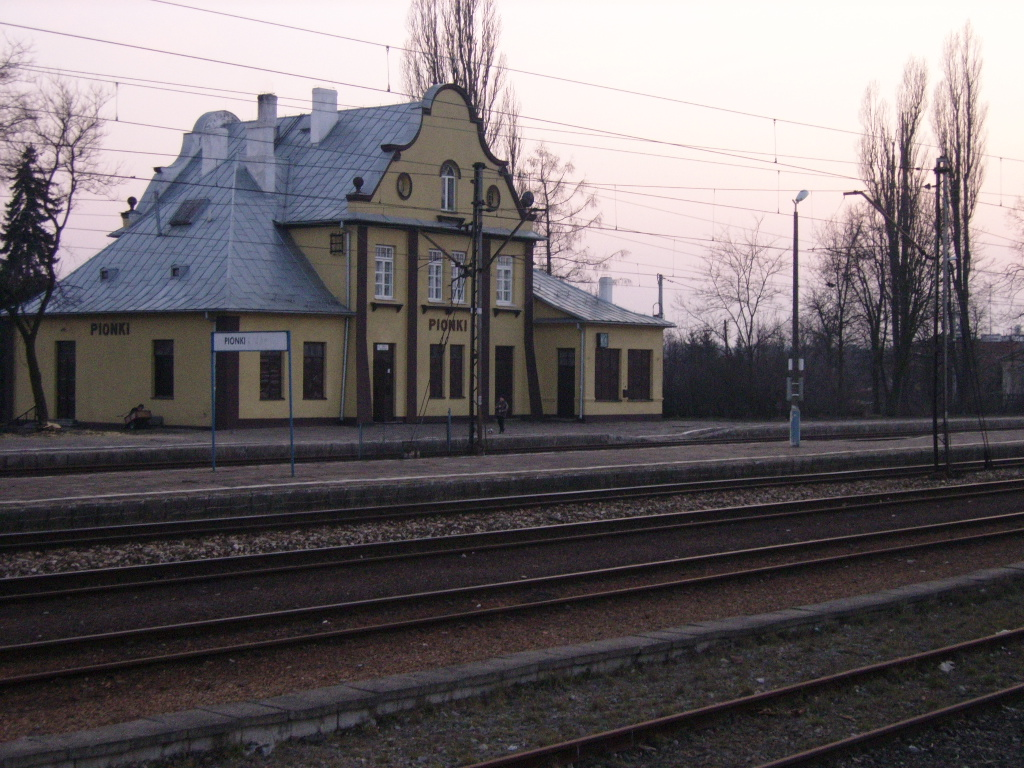
Widok przed renowacją

- Dęblin
- Radom Główny